# Slavin Cindrić
Slavin Cindrić (Timișoara, 10 agosto 1901 – Zagabria, 28 aprile 1942) è stato un calciatore jugoslavo, di ruolo attaccante.

## Palmarès

### Club
- Campionato jugoslavo: 3

Građanski Zagabria: 1923, 1926, 1928